# The Spirit of the Flag
The Spirit of the Flag è un cortometraggio muto del 1913 diretto da Allan Dwan e interpretato da Wallace Reid. Prodotto dalla Bison Motion Pictures, fu distribuito dall'Universal Film Manufacturing Company e uscì in sala il 7 giugno 1913.

## Trama
Il dottor Reid, medico americano nelle Filippine, ottiene dal Dipartimento della Guerra dei Winchester, fucili  scartati dall'esercito con i quali lui arma gli indigeni. Nel frattempo, un'altra sua compatriota, una giovane maestra, infiamma i cuori dei suoi alunni con il patriottismo, insegnando loro ad amare e a rispettare gli Stati Uniti. Quando Reid e la ragazza si incontrano, simpatizzano subito, uniti dai loro comuni ideali. Bonita, una delle studentesse, si innamora del medico ma si rende conto di non avere speranze, dato che lui ama la giovane americana. Il padre di Bonita vorrebbe unirsi ai ribelli armati da Reid, ma viene ritenuto troppo anziano. Tuttavia, il medico gli affida una pistola. Così, quando gli spagnoli vengono avvisati da un rinnegato che Reid sta armando i filippini, quello che viene arrestato è proprio il padre di Bonita, in possesso della pistola proibita. Per dare un esempio a tutti i ribelli, l'uomo è condannato a morte. Bonita, che vede da lontano quello che sta succedendo, mette in allarme le truppe degli Stati Uniti. Gli americani giungono appena in tempo a salvare i ribelli insieme a Reid, già sul punto di arrendersi dopo aver esaurito tutte le munizioni. Bonita, accorsa in aiuto all'uomo che ama, cade colpita mentre stringe al petto la bandiera a stelle e strisce che ha imparato ad amare.

## Produzione
Il film fu prodotto dalla Bison Motion Pictures.

## Distribuzione
Distribuito dall'Universal Film Manufacturing Company, il film - un cortometraggio in due bobine - uscì nelle sale cinematografiche statunitensi il 7 giugno 1913.